# Liaoning Chengda
Liaoning Chengda ist ein staatlich kontrolliertes Unternehmen mit Firmensitz in Dalian, Liaoning.
Das Unternehmen ist im chinesischen Aktienindex Shanghai Stock Exchange 50 Index gelistet. Gegründet wurde das Unternehmen 1993 und war anfangs unter dem Firmennamen Liaoning Knitwear and Home-Textiles Import & Export Company tätig und produzierte und exportierte Textilien. Zunehmend wurde die Unternehmenstätigkeit auf andere Bereiche (Pharmazieprodukte, Haushaltswaren und Immobiliengeschäfte) ausgeweitet. Geleitet wird das Unternehmen von Shang Shuzhi.